# Alessandro Poerio (1914)
Alessandro Poerio – włoski lider z okresu I wojny światowej. Pierwsza jednostka typu Alessandro Poerio. Okręt przetrwał wojnę. 1 lipca 1921 roku przeklasyfikowany na niszczyciela. W czerwcu 1938 roku skreślony z listy włoskiej floty i przekazany nacjonalistom hiszpańskim. Wcielony do ich floty pod nazwą "Huesca". Skreślony z listy okrętów hiszpańskiej floty w 1949 roku.
"Alessandro Poerio" wyposażony był w trzy kotły parowe Yarrow. Współpracowały one z turbinami parowymi Beluzzo. Początkowo okręt uzbrojony był w sześć armat kalibru 102 mm L/35, dwie podwójne wyrzutnie torped kalibru 450 mm oraz mógł przenieść do 42 min. W 1917 roku uzbrojenie okrętu wzmocniono dwoma armatami przeciwlotniczymi Vickers kalibru 40 mm L/39. Jedną z tych armat zdjęto z okrętu w 1927 roku.